# Una (pleme)
Una, papuansko planinsko pleme naseljeno na gorju Maoke na Novoj Gvineji na visinama od nekih 2.000 metara. Pleme je otkriveno u 2. polovici 20. stoljeća, a njih 3.500 naseljeni su u nekih 40 sela uz rijeke Ey, Sayn, Mo, Yamiyl, Kiynok, Ira, Mina, Be i Yay u indonezijskoj provinciji Irian Jaya. Bave se uz lov i ribolov i obradom terasastih polja na planinskim obroncima. Jezično pripadaju transnovogvinejskoj (Trans-New Guinea) porodici.

## Sela
Alimson, Aliyji, Atimwa, Bebekle, Bebleduba, Bobkiyriyk, Bomela, Bonkok, Bontamur, Dirik, Diyngbaliyk, Dorkongda, Kabkab, Kinyalingda, Kitikne, Kiykmay, Kiykmol, Kiynol/Kerabuk, Kwilamduba, Laji, Langda, Lukun, Nimdeler, Omseng, Sumbatatala, Sumtamon, Tabasiyk, Timbeyidam, Titirwa, Tongong, Wasumuji, Yabiamlu, Yaimabiy, Yalar, Yubwa, Yuwandalut. 

## Jezik
Una jezik ima 4 dijalekta: 
Central Ey River Valley Dialect
Northern Ey River Valley Dialect
Sayn River Valley Dialect
Eastern Una Dialect

## Vanjske poveznice
- Una  Arhivirana inačica izvorne stranice od 22. studenoga 2008. (Wayback Machine)